# 마사이마라

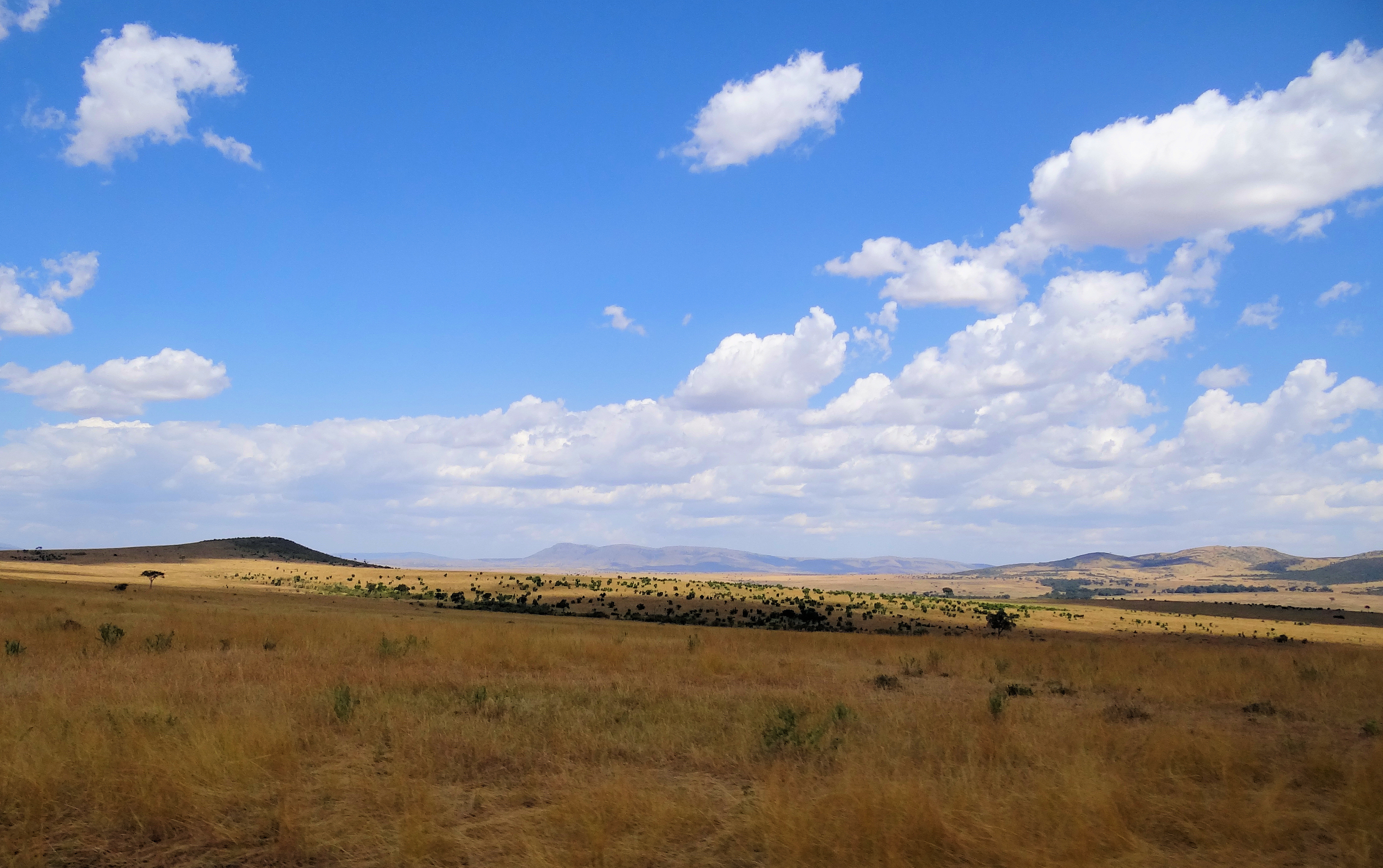

마사이마라(Maasai Mara, Masai Mara 또는 The Mara)는 탄자니아(Tanzania)와 케냐(Kenya) 국경선 사이에 있는 사파리(Safari)이자 국립공원(National Park) 이름이다. 사실 동일한 하나의 사파리를 탄자니아와 케냐 양국에서 각각 75%/25%씩 양분하고 있는데, 이를 탄자니아에서는 세렝게티(Serengeti)라고 부르고 케냐에서는 마사이마라(Masai Mara)라고 부른다. 디즈니 애니메이션 라이온킹(Lion King)의 무대가 되었던 세렝게티 대초원을 케냐에서 부르는 이름이 바로 마사이마라인 것이다. 마사이 마라(Masai Mara)에서 마사이(Masai)는 마사이 부족의 그 마사이인데, 이 곳은 마사이 부족이 사는 지역이기도 하기 때문이다.